# 천명수 (1947년)
천명수(千明洙, 1947년 ~ 2023년 1월 24일)는 대한민국의 정치인, 전(前) 공무원이다. 경기도 인천 출신. 가평, 포천군수, 부천시, 안산시, 수원시 부시장, 경기도 행정부지사, 인천시 정무부시장 등을 역임했다.

## 경력
- 1986년 6월 25일 ~ 1988년 6월 10일 경기도 가평군수
- 1988년 6월 11일 ~ 1989년 12월 26일 경기도 포천군수
- 1989년 12월 28일 내무부 지방행정연수원 총무과장
- 1991년 8월 내무부 비상계획과장
- 1992년 8월 내무부 공보과장
- 1993년 6월 내무부 조사과장
- 1994년 1월 ~ 1996년 1월 인천광역시 기획관리실장
- 1998년 9월 경기도 부천시 부시장
- 2001년 7월 경기도 안산시 부시장
- 2003년 2월 ~ 2004년 2월 제27대 경기도 수원시 부시장
- 2004년 2월 ~ 2005년 2월 경기도 제2행정부지사
- 2005년 4월 경기녹지재단 대표이사
- 2005년 7월 16일 ~ 2006년 12월 12일 인천광역시 정무부시장
- 2011년 5월 인천일보 경기본사 사장
- 경기일보 경기본사 사장

## 학력
- 인천부평서초등학교
- 인천중학교
- 제물포고등학교
- 육군사관학교 26기 졸업
- 중앙대학교 행정대학원 행정학 석사